# Gillstads SK
Gillstads SK är en Svensk bandyklubb som grundades 1948. A-lag spelar sina matcher i Division 2 i Sparbanken Lidköping Arena.